# FA Charity Shield 1972
Lo FA Charity Shield 1972, noto in italiano anche come Supercoppa d'Inghilterra 1972, è stata la 50ª edizione della Supercoppa d'Inghilterra.
Sia il Derby County che il Leeds, rispettivamente vincitori della First Division 1971-1972 e della FA Cup 1971-1972, decisero di non prendere parte alla competizione che pertanto si è svolta il 5 agosto 1972 al Villa Park di Birmingham tra l'Aston Villa, vincitore della Third Division 1971-1972, e il Manchester City (quarto classificato nella First Division 1971-1972).
A conquistare il titolo è stato il Manchester City che ha vinto per 1-0 con rete di Francis Lee su calcio di rigore.

## Partecipanti
| Squadre         | Qualificazione                                     | Partecipazioni precedenti (il grassetto indica la vittoria) |
| --------------- | -------------------------------------------------- | ----------------------------------------------------------- |
| Aston Villa     | Vincitore della Third Division 1971-1972           | 2 (1910, 1957)                                              |
| Manchester City | Quarto classificato della First Division 1971-1972 | 5 (1934, 1937, 1956, 1968, 1969)                            |

## Tabellino
| Arbitro: | Gordon Hill |

|  |           |               |
|  | Marcatori | ?’ (rig.) Lee |

### Formazioni
| Aston Villa:  |    |                 |  |          |
|               |    |                 |  |          |
| P             | 1  | Jim Cumbes      |  |          |
| D             | 2  | Mick Wright     |  |          |
| D             | 5  | Chris Nicholl   |  |          |
| D             | 6  | Ian Ross        |  |          |
| D             | 3  | Charlie Aitken  |  |          |
| C             | 7  | Ray Graydon     |  |          |
| C             | 4  | Bruce Rioch     |  |          |
| C             | 8  | Pat McMahon     |  |          |
| C             | 11 | Willie Anderson |  |          |
| A             | 9  | Andy Lochhead   |  | Uscita   |
| A             | 10 | Geoff Vowden    |  |          |
| Sostituzioni: |    |                 |  |          |
| A             |    | Alun Evans      |  | Ingresso |
| Allenatore:   |    |                 |  |          |
| Vic Crowe     |    |                 |  |          |

| Manchester City: |    |                 |  |          |
|                  |    |                 |  |          |
| P                | 1  | Joe Corrigan    |  |          |
| D                | 2  | Tony Book       |  |          |
| D                | 4  | Mike Doyle      |  |          |
| D                | 5  | Tommy Booth     |  |          |
| D                | 3  | Willie Donachie |  | Uscita   |
| C                | 7  | Mike Summerbee  |  |          |
| C                | 6  | Colin Bell      |  |          |
| C                | 11 | Tony Towers     |  |          |
| A                | 8  | Francis Lee     |  |          |
| A                | 9  | Wyn Davies      |  | Uscita   |
| A                | 10 | Rodney Marsh    |  |          |
| Sostituzioni:    |    |                 |  |          |
| D                |    | Derek Jeffries  |  | Ingresso |
| C                |    | Ian Mellor      |  | Ingresso |
| Allenatore:      |    |                 |  |          |
| Malcolm Allison  |    |                 |  |          |